# Promet Split
Promet Split d.o.o., splitska gradska tvrtka s djelatnošću organiziranja gradskog i prigradskog prometa, odnosno prijevoza putnika na području grada Splita i splitske aglomeracije. Osnovana je 13. ožujka, 1948. godine u Splitu.

## Povijest Prometa

### Povijest Prometa u 20. stoljeću
- 1948. – odlukom narodnog odbora općine Split osnovano je autosaobraćajno poduzeće "Promet" s ciljem organiziranja gradskog i prigradskog prometa. Prvi vozni park sastojao se od 12 dotrajalih autobusa i nekoliko kamiona.
- 1953. – nabavljeno 10 starih, ali generalno popravljenih "londonaca".
- 1958. – "Promet" raspolaže s 44 autobusa s 2614 putničkih mjesta i ima 244 radnika.
- 1964. – puštanje u promet trolejbuske linije od gradske plaže do Solina.[3]
- 1965. – "Prometu" je pripojeno poduzeće "Iskra" iz Supetra, čime je "Promet" preuzeo cjelokupni cestovni prijevoz na otoku Braču.
- 1968. – trolejbuska linija je ukinuta.[4]
- 1978. – u voznom parku bilo je ukupno 197 vozila sa 17.954 putničkih mjesta.
- 1988. – vozni park se sastojao od ukupno 206 vozila, a bilo je uposleno 1225 radnika.
- 1996. – preoblikovanje komunalnog poduzeća "Promet" u društvo s ograničenom odgovornošću.
- 1997. – vozni park sastoji se od 173 autobusa, od čega 80 zglobnih i 93 solo vozila.

### Povijest Prometa u 21. stoljeću
- 2007. – nabavljeno je 17 novih  niskopodnih autobusa[5]
- 2007. – vozni park je dobio 20 novih autobusa[6]
- 2008. – nabavljeno je 40 autobusa marke  MAN-a i Mercedesa[7]
- 2012. – nabavljeno je 16 autobusa od  Iris Busa Iveca[8]
- 2013. – vozni park je dobio 6 novih autobusa  MAN Lion's City[9]
- 2014. – u  prosincu Volvo je dao na posudbu 2 svoja hibridna autobusa[10]
- 2016. – vozni park sastoji se od 195 autobusa, ukupno je prevezeno 31 575 737 putnika
- 2018. – vozni park je dobio 9 zlogbnih autobusa za potrebe  Europskog rukometnog prvenstva[11] u Splitu
- 2018. – od 1. travnja Promet uvodi uslugu besplatnog interneta Wi-fi mreže[12]
- 2018. – Promet dobiva od europskih fondova bespovratna sredstva za nabavu 34 nova autobusa u okviru zamjene staro za novo, te od Republike Hrvatske sredstva za nabavu 18 autobusa, te se kroz ljeto 2019. godine očekuje dolazak 52 nova autobusa. Jedan natječaj je već u tijeku.
- 2019. – Dolazak 34 novih autobusa nabavljenih preko EU fondova: 14 MAN Lion's City-a i 20 Mercedes-Benz Citara G
- 2020. – Doalazak 18 novih autobusa financiranih od strane Republike Hrvatske: 8 Iveco Bus Crossway i 10 Mercedes-Benz Citara G
- 2020. – Od 1. ožujka 2020. godine naselja u sastavu općine Muć postaju dio četvrte tarifne zone.[13][14]
- 2022. – Dolazak 47 novih autobusa nabavljenih preko EU fondova: 8 MAN Lion's City, 8 Mercedes-Benz Intouro, 8 IvecoBus Crossway, 6 Iveco Rapido, 10 Mercedes-Benz Citaro G i 7 Otokara Vectio U LE. Iste je godine u pogon pušten i novi e-ticketing sustav (sa vizualnom i glasovnom najavom u autobusu, info-paneli na stanicama, kartomati, mobilna aplikacija za praćenje autobusa i kupovinom karata). Prosječna starost voznost parka je pala ispod 5 godina.

## Popis autobusnih gradskih i prigradskih linija

### Sadašnje gradske i prigradske linije i relacije
| Broj linije | Polazno-završno stajalište                          | Relacija | Bilješke |
| 1           | Bunje – HNK – Bunje                                 | Bunje – Starine – Solin – Domovinskog rata – Općina – HNK – Domovinskog rata – Solin – Starine – Bunje | |
| 2           | Zračna luka – Kaštel Sućurac – Split                | Cesta dr. Franje Tuđmana – Škabrnjska – Pape Ivana Pavla II- Put Strinja – Pape Ivana Pavla II – Zbora narodne garde – Poljička – Sukoišan / Sukoišan – Poljička – Zbora narodne garde – Pape Ivana Pavla II – Put Strinja – Pape Ivana Pavla II – Škabrnjska – Cesta dr. Franje Tuđmana – Zračna luka | Linija prometuje od 6. svibnja 2019. Prije je prometovala od Kaštel Sućurca do splitske trajektne luke putem Solinske, Hercegovačke, Ulice Domovinskog rata i Zagrebačke ulice. |
| 3           | Brnik – Brda – Brnik                                | Brnik – Lovrinac – Zbora narodne garde – Domovinskog rata – Sarajevska – 114. Brigade – Hercegovačka – Sarajevska – Mostarska – Put Brda – Hercegovačka – Domovinskog rata – Općina – Pazar – Poljička cesta – Bolnice – Lovrinac – Brnik                                                              | Linija prometuje od 20. prosinca 2023. Prije je prometovala od Lovrinca do Brda putem Poljičke ceste, Ulice Domovinskog rata, Hercegovačke ulice i obratno. |
| 3A          | Brnik – Poljička – Brnik                            | Brnik – Lovrinac – Poljička – Bolnice – Pazar – Općina – Domovinskog rata – Hercegovačka – Sarajevska – Domovinskog rata – Zbora narodne garde – Lovrinac – Brnik | Linija prometuje od 20. prosinca 2023. |
| 5           | Dračevac – HNK – Dračevac                           | Dračevac – A.G. Matoša – ZNG – Poljička – pazar – HNK | |
| 5A          | Dračevac – Solin – Visoka – HNK – Dračevac          | Dračevac – Solin – ZNG – Poljička – pazar – HNK | |
| 6           | Kila – HNK – Kila                                   | Kila – Vukovarska – M. šetalište – HNK – Vukovarska – Kila | |
| 7           | Žnjan – Zapadna obala                               | Žnjan – Velebitska – Supavla – Sedam Kaštela – Spinut – Zapadna obala | Od 2. ožujka 2020. u prometovanju do Zvončaca prometuje Obalom kneza Branimira do početno-završnog autobusnog stajališta na Zapadnoj obali (pored INA-ine crpke za opskrbu brodova gorivom). |
| 7           | Zapadna obala – Žnjan                               | Zapadna obala – Spinut – Sedam Kaštela – Supavla – Velebitska – Žnjan | |
| 8           | Žnjan – Zvončac                                     | Žnjan – Poljička – pazar – Općina – Matoševa – Zvončac | Od 2. ožujka 2020. dilaskom do Zvončaca prometuje Obalom kneza Branimira, okreće se u kružnom toku na Zapadnoj obali, te završava na početno-završnom autobusnom stajalištu pored zgrade Banovine. Prije je prometovala kružno do Zvončaca iza Hotela Marjan, a davno prije je išla do Crkve svetog Frane.                                                                           |
| 8           | Zvončac – Žnjan                                     | Zvončac – Matoševa – Općina – pazar – Poljička – Žnjan | |
| 9           | Ravne njive – Trajektna luka – Ravne njive          | Ravne njive – Zagorski put – Velebitska – Dubrovačka – Domovinskog rata – Opcina – pazar – Trajektna luka i natrag istom relacijom | |
| 10          | Japirko – Trajektna luka – Japirko                  | Japirko – ZNG – Domovinskog rata – Općina – pazar – Trajektna luka | |
| 11          | Ravne njive – Spinut                                | Ravne njive – Pujanke – Matice Hrvatske – bolnice – pazar – Općina – Hrvatske mornarice – Sedam Kaštela – Spinut | |
| 11          | Spinut – Ravne njive                                | Spinut – Sedam Kaštela – Hrvatske Mornarice – Općina – pazar – bolnice – Matice hrvatske – Pujanke – Ravne njive | |
| 12          | Sv. Frane – Bene                                    | Sv. Frane – Meštrovićeva – Institut – Bene | |
| 12          | Bene – Sv. Frane                                    | Bene – Institut – Meštrovićeva – Sv. Frane | |
| 14          | Brda – Duilovo                                      | Brda – Mostarska – Hercegovačka – Dubrovačka-bolnice – Žnjan – Duilovo | |
| 14          | Duilovo – Brda                                      | Duilovo – Žnjan – bolnice – Dubrovačka – Hercegovačka – Brda | |
| 15          | Duilovo – Trajektna luka                            | Duilovo – Žnjan – Poljička – Brune Bušića – Vukovarska/Mažuranićevo šetalište – pazar – Trajektna luka | |
| 16          | Ninčevići – HNK – Ninčevići                         | Ninčevići – Solin – Domovinskog rata – Općina – HNK | |
| 17          | Spinut – Lora – Trstenik                            | Spinut – Sedam Kaštela – Lora – Hrvatske Mornarice – Vukovarska – Matice Hrvatske – Moliških Hrvata – Trstenik | |
| 17          | Trstenik – Lora – Spinut                            | Trstenik – Moliških Hrvata – Matice Hrvatske – Mažuranićevo Šetalište – Hrvatske Mornarice – Lora – Spinut | |
| 18          | Sirobuja – HNK – Sirobuja                           | Sirobuja – Stobrečka – Ulica Hrvatske Neovisnosti – Brnik – Vukovarska – Matice Hrvatske – Pazar – HNK – Pazar – Matice hrvatske – Vukovarska – Brnik – Ulica Hrvatske Neovisnosti – Stobrečka – Sirobuja                                                                                              | Osamnaestica je kao ulazno-izlaznu stajalište kotistila Rivu i HNK, odakle je mijenjala smjer u novoizgrađena predgrađa Splita, na sam istok. Linija prolazi kvartovima gdje je i imala početno-završno stajalište. odnosno na istočnim predgrađima Splita; Gripe, Lokve, Smrdečac, Pujanke, Kila, Brnik, Split 3, Visoka, Sućidar.Linija je produžena do Sirobuje 7. kolovoza 2023. |
| 20          | Brda – Zvončac                                      | Brda – Mostarska – Hercegovačka – Domovinskog rata – Gundulićeva – Zrinsko Frankopanska – Sedam Kaštela – Spinut – Zvončac | |
| 21          | Sv. Frane – Meje – Sv. Frane                        | Sv. Frane – Obala kneza Branimira – Meje | |
| 22          | Klis – Split                                        | Klis – Solin – Domovinskog rata -Sukoišan | |
| 22          | Split – Klis                                        | Sukoišan – Domovinskog rata – Solin – Klis | |
| 23          | HNK – Solin – HNK                                   | | |
| 24          | TTTS – Sukoišan                                     | TTTS – Stobreč – D8 – Poljička – pazar – Općina – Sukoišan | |
| 25          | Stobreč – Sukoišan                                  | Stobreč – D8 – Poljička – pazar – Općina – Sukoišan | |
| 26          | Kamen – Sukoišan                                    | Kamen – Stobreč – D8 – Poljička – pazar – Općina – Sukoišan | |
| 27          | Žrnovnica – Korešnica – Sukoišan                    | Žrnovnica – Korešnica – Stobreč – D8 – Poljička – pazar – Općina – Sukoišan | |
| 28          | Dubrava – Sitno Gornje – Sukoišan                   | | |
| 29          | Tugare – Naklice – Sukoišan                         | | |
| 30          | Sukoišan – Mutogras – Sukoišan                      | | |
| 31          | Vranjic – Sukoišan                                  | Vranjic – Sjeverna luka – Domovinskog rata – Sukoišan | |
| 32          | Kučine – Sukoišan                                   | Kučine – Mravince – Japirko – Domovinskog rata – Sukoišan | |
| 33          | Klis Kosa – Sukoišan – Visoka                       | Klis Kosa – Solin – Sjeverna luka – Domovniskog rata – Općina – Vukovarska – Visoka | |
| 34          | Klis – HNK                                          | Klis – Solin – Domovinskog rata – Općina – HNK | |
| 35          | Dugopolje – Sukoišan                                | Dugopolje – Klis – Solin – Sjeverna luka – Domovinskog rata – Sukoišan | |
| 35A         | Dugopolje – Podi – Sukoišan                         | Dugopolje – Podi – Klis – Solin – Domovinskog rata – Sukoišan | |
| 36          | Koprivno – Sukoišan                                 | Koprivno – Klis – Solin – Sjeverna luka – Domovinskog rata – Sukoišan | |
| 37          | Trogir – Zračna luka – Sukoišan                     | Trogir – Zračna luka – Franje Tuđmana – Sjeverna luka – Domovinskog rata – Sukoišan | |
| 38          | Resnik (Zračna luka) – Kaštel Stari – Sukoišan      | | |
| 39          | Lora – Poljička – TTTS – Lora                       | | |
| 40          | Trajektna luka – Kila – Trajektna luka              | | |
| 41          | Trogir – Plano – Maljkovići                         | | |
| 42          | Trogir – Slatine                                    | | |
| 44          | Trogir – Okrug Donji                                | | |
| 47          | Trogir – Vrsine – Marina – Trogir                   | | |
| 48          | Trogir – Marina – Dograde – Vrsine – Trogir         | | |
| 49          | Trogir – Vinišće                                    | | |
| 50          | Trogir – Sevid                                      | | |
| 51          | Trogir – Ljubitovica                                | | |
| 52          | Trogir – Vinovac                                    | | |
| Ø           | Kaštel Stari – Željeznička Stanica                  | | |
| Ø           | Rudine – Kaštel Stari                               | | |
| 60          | Ravnički Most – Omiš – Sukoišan                     | | |
| 67          | Gornji Dolac – Donji Dolac – Kotlenice – Sukoišan   | | |
| 68          | Šestanovac – Blato – Tugare – Sukoišan              | | |
| 69          | Šestanovac – Blato – Trnbusi – Bisko – Sukoišan     | | |
| 71          | Sutina – Neorić – Sukoišan                          | | |
| 73          | Ogorje – Muć – Sukoišan                             | | |
| 76          | Kljake – Crivac – Sukoišan                          | | |
| 77          | Crivac – Muć – Sukoišan                             | | |
| 80          | Drniš – Kljaci – Trajektna luka                     | | |
| 81          | Nisko – Brštanovo – Sukoišan                        | | |
| 86          | Kladnjice – Konjsko – Lećevica – Sukoišan           | | |
| 90          | Sitno – Bogdanovići – Radošić – Kaštel Stari        | | |
| 91          | Divojevići – Primorski Dolac – Sitno – Kaštel Stari | | |
| 93          | Šerići – Malačka – Sukoišan                         | | |

### Ukinute gradske i prigradske linije i relacije
| Broj linije | Polazno-završno stajalište                | Relacija | Bilješke                                                                |
| 1A          | Bunje – HNK – Bunje                       | Bunje – Starine – Solin – Z.N.G. – Domovinskog rata – HNK – Domovinskog rata – Z.N.G – Solin – Starine – Bunje |                                                                         |
| 2           | Kaštel Sućurac – Trajektna luka           | | Linija je ukinuta 6. svibnja 2019.                                      |
| 3           | Lovrinac – Lora / Lora – Lovrinac         | Lovrinac – Poljička – pazar – Općina – Hrvatske Mornarice – Lora                                               |                                                                         |
| 3           | Brda – Lovrinac / Lovrinac – Brda         | Brda – Mostarska – Hercegovačka – Domovinskog rata – Općina – pazar – Poljička cesta – Lovrinac                | Linija je ukinuta 20. prosinca 2023. zbog uvođenja novih linija 3 i 3A. |
| 4           | Ravne njive – HNK – Ravne njive           | Ravne njive – Hercegovačka – Domovinskog Rata – HNK – Domovinskog Rata – Hercegovačka – Ravne njive            | Linija je započela 1985., a ukinuta je 12. rujna 2012.                  |
| 6           | Dragovode – HNK – Dragovode               | Dragovode – Vukovarska – M. šetalište – HNK – Vukovarska – Dragovode                                           |                                                                         |
| 12A         | Sv. Frane – Bene / Bene – Sv. Frane       | Sv. Frane – Meštrovićeva – Institut – Bene                                                                     |                                                                         |
| 13          | Dračevac – Sukoišan / Sukoišan – Dračevac | Dračevac – Solin – Z.N.G. – Dom. rata – Sukoišan                                                               |                                                                         |
| 18          | Dragovode – HNK – Dragovode               | Dragovode – Vukovarska – Matice Hrvatske – pazar – HNK – pazar – Matice Hrvatske – Vukovarska – Dragovode      |                                                                         |
| 19          | Žnjan – HNK – Brda / Brda – HNK – Žnjan   | | Noćna linija                                                            |

### Povremene gradske i prigradske linije i relacije
- Blagdanske / Praznici
  - HNK – Lovrinac / Lovrinac – HNK
  - HNK – Marjan / Marjan – HNK
  - HNK – Zvončac – HNK

- Komercijalne:
  - HNK – Mall of Split / Mall of Split – HNK

## Vanjske poveznice
- Službene stranice (hrv.)
- Promet d.o.o. – fininfo.hr (hrv.)